# Meliboeus aethiopicus
Meliboeus aethiopicus es una especie de escarabajo barrenador metálico del género Meliboeus, familia Buprestidae, orden Coleoptera.

## Taxonomía
Fue descrita por Kerremans en 1913 y publicada en Kerremans C. Deuxième supplément au Catalogue des Buprestides du Congo Belge. Revue de Zoologique Africaine 2:439- 448. (1913).